# María Angélica Casanova
María Angélica Casanova Katny es una científica chilena, doctora en recursos naturales y académica de ciencias naturales y biología de la Universidad Católica de Temuco.

## Biografía

### Estudios
María Angélica Casanova nació en Puerto Montt. Estudió un magister en botánica. Fue en este contexto que viajó por primera vez a la Antártica, donde estuvo un mes con otros colegas en una isla para estudiar la vegetación. Para la ocasión, viajó en un avión Hércules a una base de la Fuerza Aérea. Cuenta que era la única mujer de la expedición.
Luego hizo un doctorado en recursos naturales de la Universidad Justus-Liebig de Giessen en Alemania, y volvió a Chile en 2002.

### Carrera

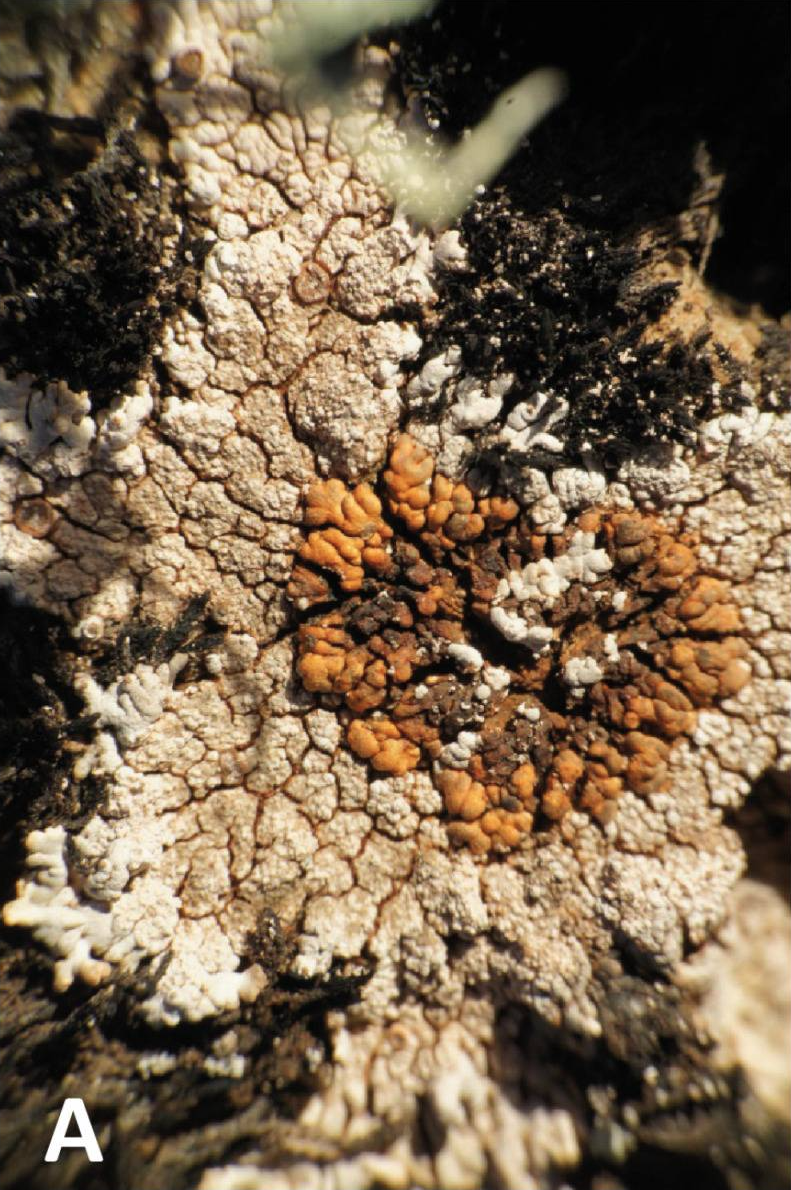
Placopsis antarctica fotografiado por María Angélica Casanova

A partir de 2008, viajó varias veces a la Antártica para entender sus ecosistemas terrestres y el impacto del cambio climático sobre la vegetación, en particular pastos, musgos y hongos.Dos de las plantas que estudia son deschampsia antarctica y colobanthus quitensis. Apoyada por el Instituto Antártico Chileno, hizo los primeros experimentos del efecto del calentamiento global en territorio antártico. Su línea de investigación fue motivo de rechazo por sus pares.
Entre 1995 y 2024, vajó 15 veces en total a la Antártica.
En 2025, se desempeña como ecofisióloga vegetal y profesora del departamento de ciencias ambientales de la Universidad Católica de Temuco.

### Vida personal
Es madre de tres hijos.

## Publicaciones principales
Nota: Esta es una lista de los trabajos científicos más citados de la investigadora; para revisar el listado completo revise el perfil del investigador en Google Scholar.
- Doetterl, Sebastian; Stevens, Antoine; Six, Johan; Merckx, Roel; Van Oost, Kristof; Casanova Pinto, Manuel; Casanova-Katny, Angélica; Muñoz, Cristina et al. (2015-10). «Soil carbon storage controlled by interactions between geochemistry and climate». Nature Geoscience (en inglés) 8 (10): 780-783. ISSN 1752-0908. doi:10.1038/ngeo2516. Consultado el 3 de abril de 2025.
- Lembrechts, Jonas J.; van den Hoogen, Johan; Aalto, Juha; Ashcroft, Michael B.; De Frenne, Pieter; Kemppinen, Julia; Kopecký, Martin; Luoto, Miska et al. (2022). «Global maps of soil temperature». Global Change Biology (en inglés) 28 (9): 3110-3144. ISSN 1365-2486. PMC 9303923. PMID 34967074. doi:10.1111/gcb.16060. Consultado el 3 de abril de 2025.
- Bravo, León A.; Ulloa, Nancy; Zuñiga, Gustavo E.; Casanova, Angélica; Corcuera, Luis J.; Alberdi, Miren (2001). «Cold resistance in Antarctic angiosperms». Physiologia Plantarum (en inglés) 111 (1): 55-65. ISSN 1399-3054. doi:10.1034/j.1399-3054.2001.1110108.x. Consultado el 3 de abril de 2025.
- Torres-Mellado, G. A.; Jaña, R.; Casanova-Katny, M. A. (1 de noviembre de 2011). «Antarctic hairgrass expansion in the South Shetland archipelago and Antarctic Peninsula revisited». Polar Biology (en inglés) 34 (11): 1679-1688. ISSN 1432-2056. doi:10.1007/s00300-011-1099-6. Consultado el 3 de abril de 2025.
- Angélica Casanova-Katny, M.; Cavieres, Lohengrin A. (1 de diciembre de 2012). «Antarctic moss carpets facilitate growth of Deschampsia antarctica but not its survival». Polar Biology (en inglés) 35 (12): 1869-1878. ISSN 1432-2056. doi:10.1007/s00300-012-1229-9. Consultado el 3 de abril de 2025.